# Marie-Louise Sandén
Marie-Louise Linnéa Sandén, född 24 december 1941, död 9 juli 2022, var en svensk forskare och professor i sociologi vid Linköpings universitet. Hon disputerade 1988 på avhandlingen Introduction of serum-alpha-fetoprotein screening at Swedish antenatal clinics: attitudes and knowledge of expectant mothers and midwives. Sandén var gift med Anders Jeffner. Hon är begravd på Sandsborgskyrkogården i Stockholm.